# 同情論証
同情論証（どうじょうろんしょう、英語: argumentum ad misericordiam、別名 ガリレオ論証、英語: the Galileo argument）とは、詭弁の一種である。
論者が聴衆の哀れみや罪悪感などの感情へ直接訴えかける弁論をすることにより、論点をすり替える、且つ聴衆の同情による支持を受けようとする推論である。

## 例
- A「足が悪く、日々辛い生活をしているBさんを疑うんですか。」
- A「死刑は撤廃すべきだ。」
  - B「それでは遺族がかわいそうじゃないか。」
- A「死刑は存続すべきだ。」
  - B「罪人に更生の機会を与えないなんてひどいとは思わないのか。」

## 分析
議論において、聴衆の感情に訴えかけることが必ずしも議論を無効にする詭弁とはいえない。求められる議論内容に沿った感情への訴えかけの場合も考えられ、結果として議論を効果的に進める可能性も否定できない。しかし同情論証は詭弁であるため、実際の議論の場で多用することは避けるべきである。